# Colonização espanhola da América
A colonização espanhola na América começou com a chegada de Cristóvão Colombo às Antilhas em 1492. Colombo procurava um novo caminho para as Índias e convenceu-se de que o encontraria. Ele foi feito governador dos novos territórios e fez várias outras viagens através do Oceano Atlântico. 
A chegada dos espanhóis à América insere-se no contexto da expansão marítima europeia. A colonização levou a Espanha a fazer incursões no novo continente em busca de metais preciosos encontrados e explorados em grande quantidade pelos conquistadores.
Para consolidarem a sua dominação nos territórios americanos, os espanhóis tiveram que travar muitas batalhas contra os habitantes nativos do continente. Os principais obstáculos para a conquista espanhola foram os impérios Inca e Asteca. Apesar de já estarem em declínio quando da chegada dos espanhóis e de não formarem um império com poder centralizado.
Na conquista, os espanhóis consolidavam alianças com diversos povos indígenas. Esses povos não eram homogêneos, cada um tinha seus próprios interesses, cultura, inimigos, aliados mas todo tinha um interesse em comum: sair das garras dos astecas quem os escravizavam cruelmente.
Os espanhóis exploraram as rivalidades existentes entre os povos indígenas, facilitando assim sua vitória. O número de aliados nativos tendia, inclusive, a superar o número de espanhóis nas batalhas.

## Histórico

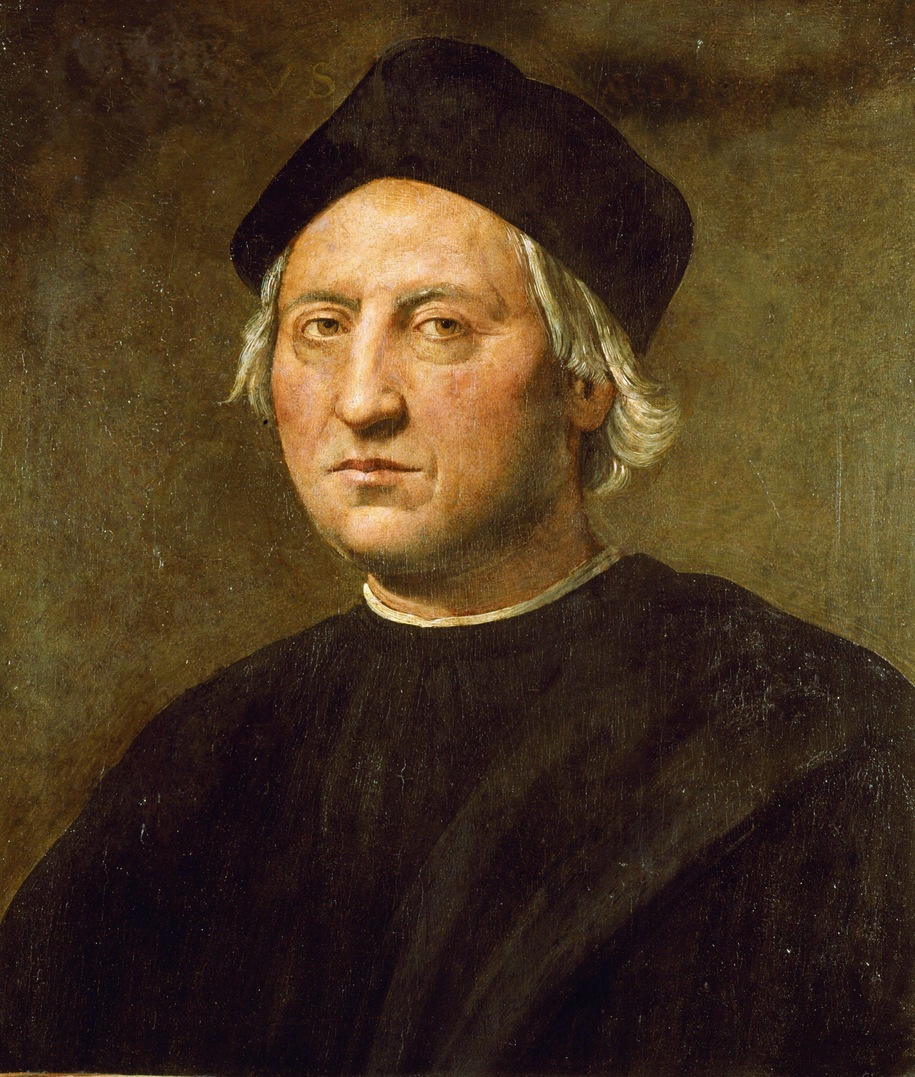
Retrato póstumo de Cristóvão Colombo feito por Ridolfo Ghirlandaio.

Em 1492, a serviço da Coroa de Castela sobre o comando dos reis católicos, Cristóvão Colombo descobriu um continente até então desconhecido dos europeus, o qual posteriormente foi denominado de América. As terras encontradas foram disputadas entre Portugal e Espanha. Para controlar a disputa entre esses países, o Papa Alexandre VI da Espanha propôs a Bula Inter Coetera, dividindo o Oceano Atlântico por um meridiano. Mas, com o meridiano, Portugal só teria direito as terras africanas e uma pequena parte do nordeste brasileiro.
A Coroa portuguesa pressionou para mudarem o acordo e foi assinado o Tratado de Tordesilhas, dividindo o continente entre os dois países (sendo Espanha com oeste e Portugal com leste). Mas os outros países europeus não concordaram com isso.
Era grandes apoiadores da mestiçagem entre espanhóis e nativos americanos criando inclusive na então América espanhola os conhecidos como vice-reinos sendo eles: Vice-Reino das Índias Vice-Reino da Nova Espanha, Vice-Reino do Rio da Prata, Vice-Reino do Peru e Vice-Reino da Nova Granada. Qualquer pessoa nascida nesses vice-reinos eram tão espanhóis como qualquer outro nascido na península. 75% de todos os recursos extraídos ficavam na América enquanto o os outros 25% iam para a península.

## América espanhola

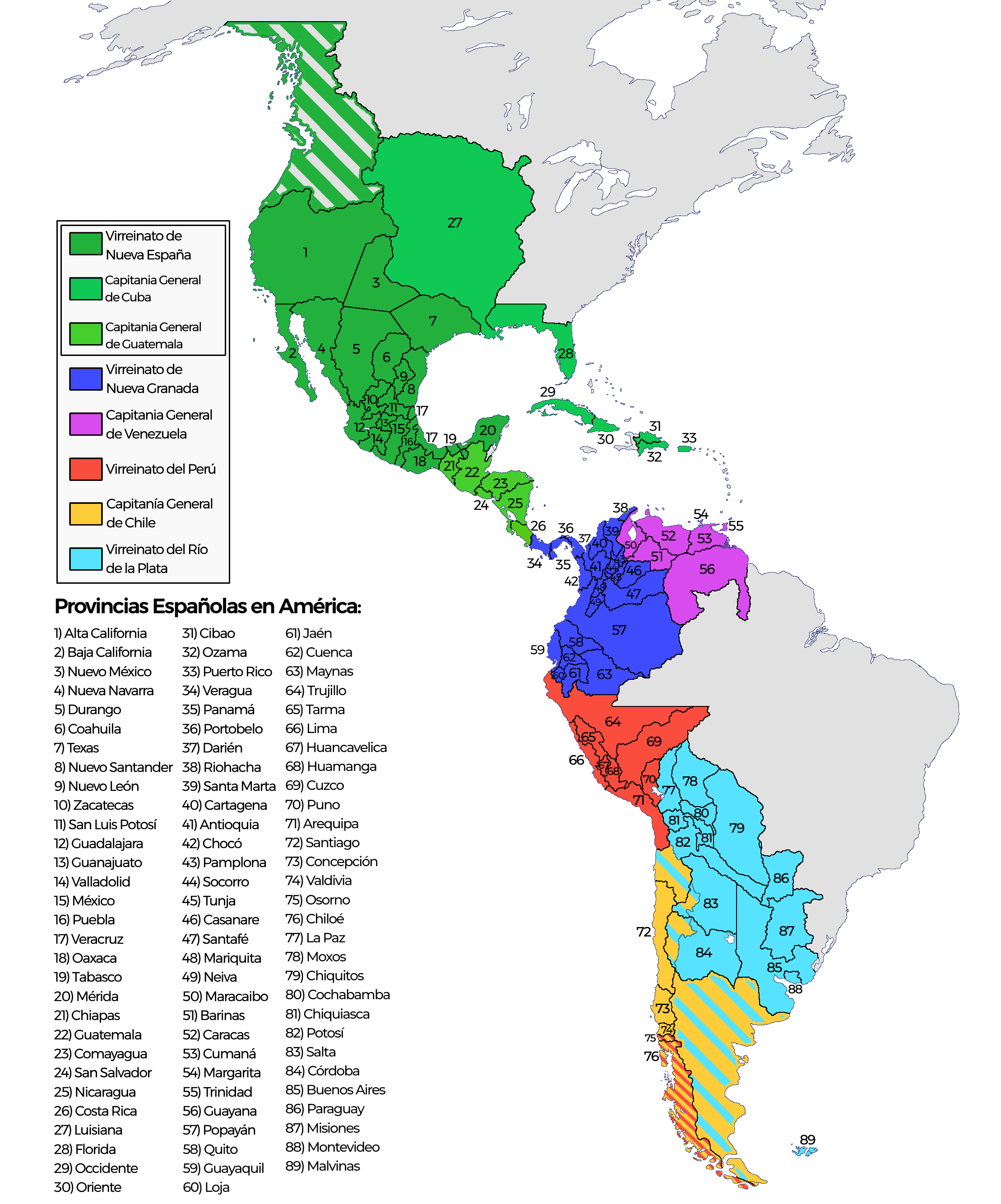
Colônias espanholas na América.

Impérios espanhol e português, 1790.

As áreas na América sob controle Espanhol incluíam a maior parte da América do Sul, do Norte e Central.
Os primeiros anos viram uma luta entre os Conquistadores e a autoridade real. Os Conquistadores eram geralmente nobres empobrecidos que queriam adquirir terra e trabalhadores (Encomienda) que eles não poderiam ter na Europa. As rebeliões eram frequentes (Veja Lope de Aguirre).
A Espanha reivindicou todas as ilhas no Caribe, apesar de os espanhóis não terem colonizado todas elas. Possuíam colônias nas Antilhas de Barlavento e de Sotavento, incluindo: Antígua e Barbuda, Cuba, Hispaniola, hoje dividida entre República Dominicana e Haiti, Jamaica, e Porto Rico.

### América Central
- Costa Rica
- El Salvador
- Guatemala - Fundada pelos espanhóis em 1523
- Honduras
- Nicarágua - Fundada em 1524 por Hernandez de Cordoba

Esses países tornaram-se independentes da Espanha em 1821 durante a Guerra de Independência do México.
- Panamá - Como parte da Colômbia, tornou-se independente em 1819.

### América do Norte
- México
- Flórida incluindo partes dos dias atuais Alabama e Mississipi
- Califórnia e Novo México - no oeste das colónias espanholas, formados em 1819 pelo Tratado Adam-Onis para substituir as indefinidas e confusas fronteiras. Grande parte do interior não era conhecido nem ocupado por Espanha. Esta zona incluía partes dos atuais estados da Califórnia, Novo México, Arizona, Texas, Colorado, Nevada, Utah, Oklahoma, Kansas e Wyoming.
- Território da Louisiana - Espanha controlou o território entre 1762 e 1803. O norte e interior não eram ocupados por Espanha. Os colonos franceses eram a maior parte dos imigrantes no sul. Inclui os actuais estados de Luisiana, Arkansas,  Oklahoma, Missouri, Kansas, Iowa,  Nebraska, Minnesota, Dakota do Norte, Dakota do Sul, Wyoming, Montana, Colorado,  Idaho, e, no Canadá, as províncias de Alberta e Saskatchewan.